# The Fantasticks
The Fantasticks è un film del 2000 diretto da Michael Ritchie.
La pellicola è l'adattamento cinematografico dell'omonimo musical dell'Off-Broadway di Tom Jones e Harvey Schmidt, portato al debutto a New York nel 1960

## Trama
Amos Babcock Bellamy e Ben Hucklebee progettano di far innamorare i loro rispettivi figli, Luisa e Matt . I due uomini usano la psicologia inversa e fabbricano una faida, costruendo un muro tra le loro case e proibendo ai loro figli di parlare tra loro. Quando il loro piano funziona, chiedono l'aiuto di El Gallo, il proprietario di un luna park itinerante, per porre fine al loro presunto disaccordo in un modo che non riveli il loro inganno.
El Gallo finge di rapire Luisa con l'aiuto della sua troupe, che include l'anziano attore shakespeariano Henry Albertson e il suo aiutante muto Mortimer , e fa in modo che Matt la salvi. La coppia si accontenta di una felicità domestica, ma attraverso gli occhi di El Gallo vedono la dura realtà del mondo e il loro romanticismo viene rimpiazzato da una comprensione più matura dell'amore.

## Accoglienza
Su Rotten Tomatoes, il film ha un indice di gradimento del 48% basato su 25 recensioni.